# The Dub Factor
The Dub Factor – siódmy album studyjny Black Uhuru, jamajskiej grupy muzycznej wykonującej roots reggae.
Płyta została wydana w roku 1983 przez Mango Records, oddział brytyjskiej wytwórni Island Records; na Jamajce ukazała się natomiast nakładem labelu Taxi Records należącego do grających z zespołem Lowella "Sly" Dunbara i Robbiego Shakespeare’a. Znalazły się na niej zdubowane wersje piosenek z dwóch wcześniejszych krążków zespołu: Red (1981) i Chill Out (1982). Miksu utworów dokonali w studiu Channel One w Kingston Lancelot "Maxie" McKenzie oraz Anthony "Soljie" Hamilton. Album doczekał się dwóch reedycji na CD, wydanych przez Mango w roku 1992 oraz przez Island w roku 2003.

## Lista utworów

### Strona A
1. "Ion Storm"
2. "Youth"
3. "Big Spliff"
4. "Boof'n'Baff'n'Biff"
5. "Puffed Out"

### Strona B
1. "Android Rebellion"
2. "Apocalypse"
3. "Back Breaker"
4. "Sodom"
5. "Slaughter"

### Dodatkowe utwory w reedycji z roku 2003
1. "Cool Off"
2. "Destination Unknown"
3. "Fire & Brimstone"